# 许癸努斯月溪

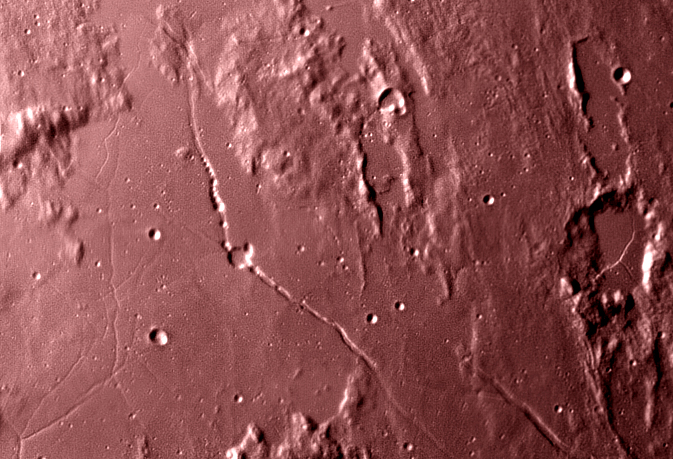
中左部为许癸努斯月溪

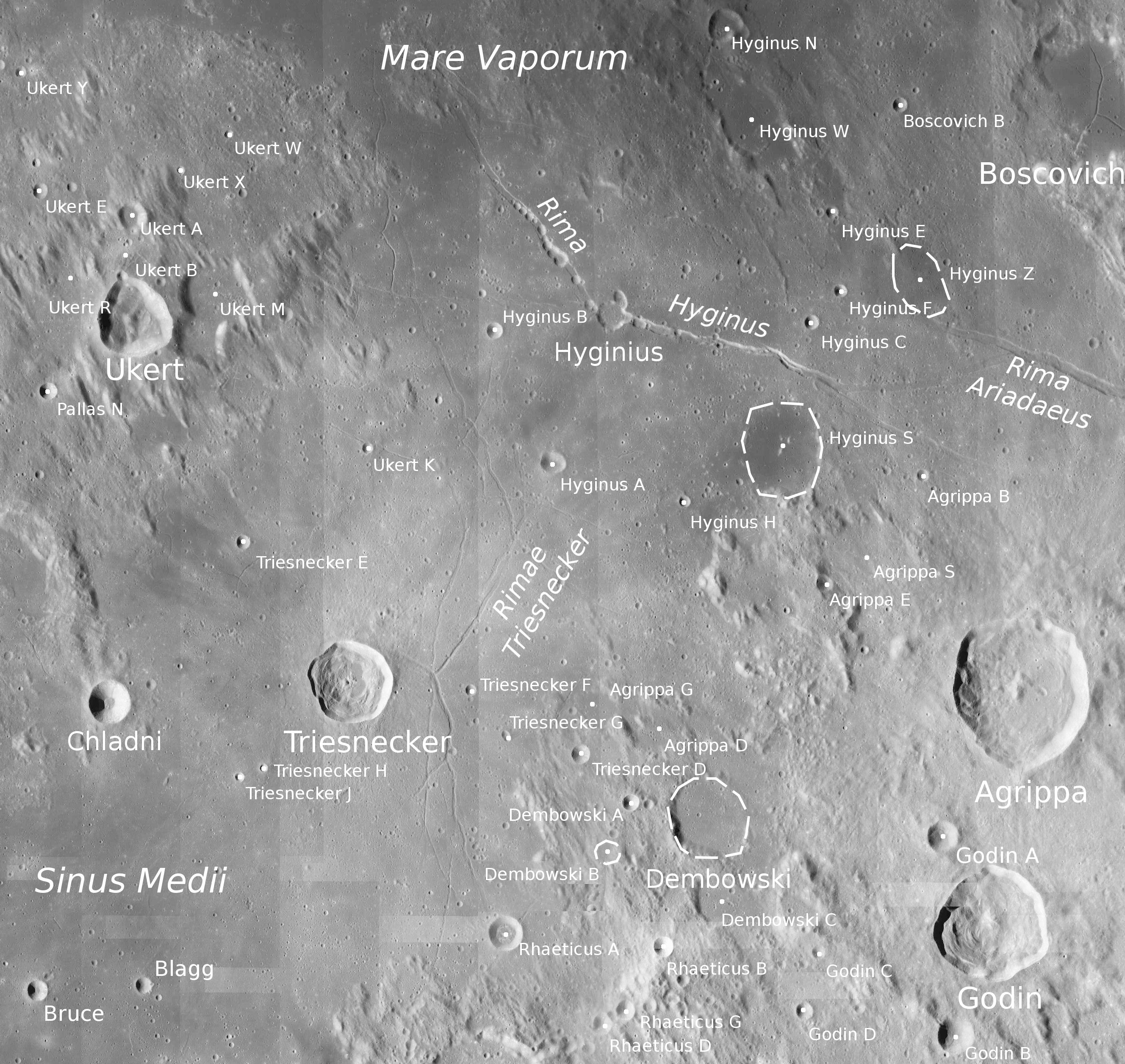
许癸努斯月溪位置图

许癸努斯月溪（Rima Hyginus）位于月球近月面的中央湾北部，与据此得名的希吉努斯陨石坑（Hyginus）相交。陨石坑将许癸努斯月溪分为长短不等的两段，成为月球上最不寻常的地表特征之一。该月溪大约2-3公里宽，最大深度为数百米，在一些地方形成了一系列自西北向东南延伸的小陨石坑，月溪测量的总长度约220公里。 
许癸努斯月溪西南是特里斯纳凯尔月溪（Triesnecker）系统；东南是阿格里巴环形山，月溪东侧是较小的斯伯奇莱克陨石坑，再往东则是阿里亚代乌斯月溪。

## 延伸阅读
- Rükl, Antonín. . 布拉格: 阿文蒂诺. 1991: 94/34. ISBN 80-85277-10-7.